# Местякен (Марамуреш)
Местякен (рум. Mesteacăn) — село у повіті Марамуреш в Румунії. Входить до складу комуни Валя-Кіоарулуй.
Село розташоване на відстані 383 км на північний захід від Бухареста, 32 км на південь від Бая-Маре, 67 км на північ від Клуж-Напоки.

## Населення
За даними перепису населення 2002 року у селі проживали 415 осіб, з них 414 осіб (99,8%) румунів. Рідною мовою 414 осіб (99,8%) назвали румунську.